# Promozione Lazio 1952-1953
La Promozione fu il massimo campionato regionale di calcio disputato nel Lazio nella stagione 1952-1953.
La nuova massima categoria regionale presentava caratteristiche innovative, dato che pur essendo gestita dalle leghe regionali, a differenza del passato la formula del torneo era decisa direttamente dalla FIGC. A ciascun girone, che garantiva al suo vincitore la promozione in IV Serie a condizione di soddisfare le condizioni economiche richieste dai regolamenti, partecipavano sedici squadre, ed era prevista la retrocessione delle quattro peggio piazzate, anche se erano possibili aggiustamenti automatici per ripartire fra le appropriate sedi locali le squadre discendenti dalla IV Serie.

## Girone A

### Squadre partecipanti
| Club                                         | Città               | Stadio                    |
| -------------------------------------------- | ------------------- | ------------------------- |
| U.S. Albastrastevere                         | Roma                | Campo Bruno Buozzi        |
| U.S. Astrea                                  | Roma                | Campo "Roma" via Murruvio |
| A.S. Cos.Met.                                | Roma                | Campo ALMAS               |
| A.S. Frascati                                | Frascati (RM)       | Campo "Mamilio"           |
| Ing. F.Fiorentini e C. S.p.a. Sezione Calcio | Roma                | Campo "Italia Nova"       |
| U.C. Italia Nova Centocelle                  | Roma                | Campo "Italia Nova"       |
| Pol. Murialdalbano                           | Albano Laziale (RM) | Campo "Pio XII"           |
| A.S. Nettuno                                 | Nettuno (RM)        | Campo Villa Borghese      |
| S.S. Rieti                                   | Rieti               | Campo "Cisa Viscosa"      |
| A.S. Sanlorenzartiglio                       | Roma                | Campo Artiglio            |
| G.S. S.T.E.F.E.R.                            | Roma                | Motovelodromo Appio       |
| S.P. Tarquinia                               | Tarquinia (VT)      | Campo "Bruschi Falgari"   |
| A.S. Tivoli                                  | Tivoli (RM)         | Campo Comunale Ripoli     |
| Trionfalminerva                              | Roma                | Campo Trionfale           |
| U.S. Viterbese                               | Viterbo             | Campo Sportivo Comunale   |
| S.S. Vivace Grottaferrata                    | Grottaferrata (RM)  | Campo "Roveriano"         |

### Classifica finale
|  | Pos. | Squadra                | Pt | G  | V  | N  | P  | GF | GS | DR  |
|  | ---- | ---------------------- | -- | -- | -- | -- | -- | -- | -- | --- |
|  | 1.   | Sanlorenzartiglio      | 45 | 30 | 20 | 5  | 5  | 72 | 31 | +41 |
|  | 2.   | Murialdalbano          | 43 | 30 | 16 | 11 | 3  | 67 | 34 | +33 |
|  | 3.   | Astrea                 | 38 | 30 | 15 | 8  | 7  | 53 | 36 | +17 |
|  | 4.   | Ing. Fiorentini e C.   | 36 | 30 | 15 | 6  | 9  | 59 | 42 | +17 |
|  | 5.   | Trionfalminerva        | 33 | 30 | 12 | 9  | 9  | 49 | 52 | -3  |
|  | 5.   | Albatrastevere         | 33 | 30 | 12 | 8  | 10 | 48 | 45 | +3  |
|  | 7.   | Tarquinia              | 32 | 30 | 13 | 6  | 11 | 44 | 50 | -6  |
|  | 8.   | Rieti                  | 31 | 30 | 9  | 13 | 8  | 46 | 44 | +2  |
|  | 8.   | CosMet Roma            | 31 | 30 | 11 | 9  | 10 | 42 | 33 | +9  |
|  | 10.  | STEFER Roma            | 30 | 30 | 9  | 12 | 9  | 46 | 49 | -3  |
|  | 11.  | Viterbese              | 28 | 30 | 9  | 10 | 11 | 43 | 45 | -2  |
|  | 12.  | Nettuno                | 25 | 30 | 8  | 9  | 13 | 39 | 54 | -15 |
|  | 13.  | Frascati               | 25 | 30 | 10 | 5  | 15 | 48 | 58 | -10 |
|  | 14.  | Tivoli                 | 23 | 30 | 8  | 7  | 15 | 35 | 45 | -10 |
|  | 15.  | Vivace Grottaferrata   | 15 | 30 | 5  | 5  | 20 | 32 | 64 | -32 |
|  | 16.  | Italia Nova Centocelle | 13 | 30 | 4  | 5  | 21 | 35 | 76 | -41 |

Legenda:
      Promosso in Serie IV Serie 1953-1954.
      Retrocesso in Prima Divisione 1953-1954.
 Retrocessione diretta.
Note:
Due punti a vittoria, uno a pareggio, zero a sconfitta.
Per le squadre non in zona promozione e retrocessione vigeva il pari merito.
Frascati retrocesso dopo aver perso lo spareggio con l'ex aequo Nettuno.

### Spareggio retrocessione
|         | Risultati |          | Luogo e data                      |
| ------- | --------- | -------- | --------------------------------- |
| Nettuno | 3-2 (dts) | Frascati | Roma, campo ALMAS, 24 maggio 1953 |
|         |           |          |                                   |

## Girone B

### Squadre partecipanti
| Club                                       | Città           | Stadio                              |
| ------------------------------------------ | --------------- | ----------------------------------- |
| A.L.M.A.S.                                 | Roma            | Campo ALMAS                         |
| S.S. Annunziata                            | Ceccano (FR)    | Stadio Comunale, via per Pofi       |
| G.C. A.T.A.C.                              | Roma            | Motovelodromo Appio                 |
| A.S. Fiamme Azzurre                        | Roma            | Motovelodromo Appio                 |
| A.S. Fondana                               | Fondi (LT)      | Stadio Comunale "Ottorino Fabiani"  |
| S.S. Forrnia                               | Formia (LT)     | Campo Sportivo San Pietro           |
| Pol. Gaeta                                 | Gaeta (LT)      | Campo Sportivo "Antonio Riciniello" |
| S.S. Humanitas                             | Roma            | Campo Trionfale                     |
| U.S. Italcalcio                            | Roma            | Campo "Banca d'Italia"              |
| S.S. Olivetti-Torpignattara                | Roma            | Campo Sangalli                      |
| A.S. Ostiense S.A.L.V.A.                   | Roma            | Campo Lavori Pubblici               |
| A.S. Pontecorvo                            | Pontecorvo (FR) | Stadio Comunale                     |
| C.R.A.L. Romana Elettricità Sezione Calcio | Roma            | Motovelodromo Appio                 |
| A.S. Sora                                  | Sora (FR)       | Campo Sportivo "Sferracavallo"      |
| S.G.S. SPES                                | Roma            | Campo Artiglio                      |
| A.S.G.C. Valmontone                        | Roma            | Campo Comunale dei Gelsi            |

### Classifica finale
|  | Pos. | Squadra                | Pt       | G  | V  | N  | P  | GF | GS | DR  |
|  | ---- | ---------------------- | -------- | -- | -- | -- | -- | -- | -- | --- |
|  | 1.   | Sora                   | 43       | 28 | 17 | 9  | 2  | 59 | 22 | +37 |
|  | 2.   | Annunziata Ceccano     | 42       | 28 | 18 | 6  | 4  | 77 | 28 | +49 |
|  | 3.   | ATAC                   | 38       | 28 | 14 | 10 | 4  | 56 | 29 | +27 |
|  | 4.   | Italcalcio             | 33       | 28 | 14 | 5  | 9  | 59 | 40 | +19 |
|  | 5.   | Fiamme Azzurre         | 32       | 28 | 11 | 10 | 7  | 34 | 30 | +4  |
|  | 6.   | Gaeta                  | 31       | 28 | 13 | 5  | 10 | 38 | 36 | +2  |
|  | 7.   | SPES Roma              | 28       | 28 | 10 | 8  | 10 | 37 | 41 | -4  |
|  | 8.   | Humanitas              | 27       | 28 | 10 | 7  | 11 | 44 | 40 | +4  |
|  | 8.   | ALMAS                  | 27       | 28 | 10 | 7  | 11 | 42 | 51 | -9  |
|  | 10.  | Pontecorvo             | 25       | 28 | 9  | 7  | 12 | 36 | 53 | -17 |
|  | 11.  | Ostiense SALVA         | 23       | 28 | 8  | 7  | 13 | 36 | 51 | -15 |
|  | 11.  | Olivetti Torpignattara | 23       | 28 | 7  | 9  | 12 | 31 | 49 | -18 |
|  | 13.  | Fondana                | 21       | 28 | 8  | 5  | 15 | 42 | 51 | -9  |
|  | 14.  | Romana Elettricità     | 15       | 28 | 6  | 3  | 19 | 29 | 62 | -33 |
|  | 15.  | Formia                 | 12       | 28 | 1  | 10 | 17 | 20 | 57 | -37 |
|  | ---  | Valmontone             | Ritirato |    |    |    |    |    |    |     |

Legenda:
      Promosso in Serie IV Serie 1953-1954.
      Retrocesso in Prima Divisione 1953-1954.
  Ritirato durante il campionato.
Note:
Due punti a vittoria, uno a pareggio, zero a sconfitta.
Per le squadre non in zona promozione e retrocessione vigeva il pari merito.
Spareggio per stabilire un titolo di promozione e/o salvezza.

## Finali per il titolo regionale
?